# Сауда бинт Зама
Сауда бинт Зама аль-Кураши (араб. سودة بنت زمعة‎; неизв., Мекка — неизв., Медина) — вторая жена пророка Мухаммеда, носящая титул мать правоверных.

## Биография
Пророк Мухаммад женился на Сауде в возрасте 53 лет, уже после смерти Хадиджи и переселения в Медину. Она была вдовой одного из первых мусульман ас-Сакрана ибн Амра. Её отец принадлежал к племени курайшитов.
Сауда бинт Зама была первой женщиной, совершившей переселение в Эфиопию. Её первым мужем был её двоюродный брат Сакран ибн Амр, который подвергался преследованиям со стороны многобожников Мекки. После возвращения в Мекку Сакран умер. У Сауды и Сакрана был сын, который умер шахидом в битве при Джалуле в 637 году.
Пророк Мухаммад женился на Сауде в месяц шавваль, в десятом году своего пророчества, через несколько дней после смерти Хадиджи. Она была старше Мухаммеда.
Сауда была набожной и благочестивой женщиной. После смерти пророка Мухаммеда, Сауда получила в подарок деньги, которые она потратила на благотворительность. Она умерла в конце периода правления халифа Умара в Медине.